# Horst Fügner
Horst Fügner (Chemnitz, 11 marzo 1923 – Chemnitz, 22 novembre 2014) è stato un pilota motociclistico tedesco.

## Carriera
Nativo della Germania Orientale, nel motomondiale ha vinto 1 gran premio e nel 1958 si è laureato vicecampione del mondo nella classe 250 alle spalle di Tarquinio Provini.
La sua carriera nel campionato mondiale, che si è svolta tra il 1954 e il 1959, è stata in sella a motociclette della casa motociclistica tedesco orientale MZ.
La sua unica vittoria è avvenuta nel Gran Premio motociclistico di Svezia del 1958 alla guida di una moto a due tempi e si è trattato solo della seconda vittoria nella storia di un veicolo con tale tipo di propulsore. Nella sua carriera Fügner vanta anche tre titoli tedesco-orientali della 125 (1955, 1956 e 1958).

## Risultati nel motomondiale

### Classe 125
| 1954 | Classe | Moto |    |  |  |    |  |   |    |  |  | Punti | Pos. |
| ---- | ------ | ---- | -- |  |  | -- |  | - | -- |  |  | ----- | ---- |
| 1954 | 125    | IFA  | NE |  |  | NE |  | 8 | NE |  |  | 0     |      |

| 1957 | Classe | Moto |   |  |  |  |  |  |  |  |  | Punti | Pos. |
| ---- | ------ | ---- | - |  |  |  |  |  |  |  |  | ----- | ---- |
| 1957 | 125    | MZ   | 4 |  |  |  |  |  |  |  |  | 3     | 9º   |

| 1958 | Classe | Moto |   |  |   |   |   |   |   |  |  | Punti | Pos. |
| ---- | ------ | ---- | - |  | - | - | - | - | - |  |  | ----- | ---- |
| 1958 | 125    | MZ   | 6 |  | 7 | 4 | 6 | 5 | 7 |  |  | 7     | 9º   |

| 1959 | Classe | Moto |    |   |  |   |  |  |  |  |  | Punti | Pos. |
| ---- | ------ | ---- | -- | - |  | - |  |  |  |  |  | ----- | ---- |
| 1959 | 125    | MZ   | NE | 4 |  | 4 |  |  |  |  |  | 6     | 10º  |

| Legenda | 1º posto        | 2º posto            | 3º posto            | A punti      | Senza punti        | Grassetto – Pole position Corsivo – Giro più veloce |
| Legenda | Gara non valida | Non qual./Non part. | Ritirato/Non class. | Squalificato | '-' Dato non disp. | Grassetto – Pole position Corsivo – Giro più veloce |

### Classe 250
| 1958 | Classe | Moto |  |   |    |   |   |   |  |  |  | Punti | Pos. |
| ---- | ------ | ---- |  | - | -- | - | - | - |  |  |  | ----- | ---- |
| 1958 | 250    | MZ   |  | 8 | NE | 2 | 1 | 5 |  |  |  | 16    | 2º   |

| 1959 | Classe | Moto |    |     |   |   |    |  |  |  |  | Punti | Pos. |
| ---- | ------ | ---- | -- | --- | - | - | -- |  |  |  |  | ----- | ---- |
| 1959 | 250    | MZ   | NE | Rit | 3 | 5 | NE |  |  |  |  | 6     | 9º   |

| Legenda | 1º posto        | 2º posto            | 3º posto            | A punti      | Senza punti        | Grassetto – Pole position Corsivo – Giro più veloce |
| Legenda | Gara non valida | Non qual./Non part. | Ritirato/Non class. | Squalificato | '-' Dato non disp. | Grassetto – Pole position Corsivo – Giro più veloce |